# Keanu Neal
(en) Statistiques sur pro-football-reference
Keanu Neal, né le 26 juillet 1995 à Webster, Floride, est un joueur américain de football américain évoluant au poste de safety.

## Carrière professionnelle

### Falcons d'Atlanta
Keanu Neal est sélectionné au premier tour de la draft 2016 de la NFL par les Falcons d'Atlanta. Pendant les rencontres de pré-saison, il se blesse au genou et doit manquer les deux premières rencontres de la saison. Il fait ses débuts en NFL contre les Saints de la Nouvelle-Orléans en semaine 3. Il participe activement à la campagne des Falcons jusqu'au Super Bowl LI, s'imposant comme l'un des meneurs défensifs.
Dans la première rencontre de la saison 2018 contre les Eagles de Philadelphie, champions en titre, Keanu Neal se blesse gravement au ligament antérieur en première mi-temps mais il retourne sur le terrain en deuxième mi-temps. Le lendemain, le club annonce que la blessure du joueur met fin à sa saison.

## Statistiques
| Année | Équipe  | MJ |       | Plaquages | Plaquages | Plaquages | Plaquages |       | Interceptions | Interceptions | Interceptions | Interceptions |  | Fumbles | Fumbles |
| Année | Équipe  | MJ | Total | Seul      | Ast.      | Sacks     | Nb.       | Yards | Déf.          | TD            | Nb.           | Rec.          |  |         |         |
| 2016  | Falcons | 14 | 105   | 72        | 33        | 0         | 0         | 0     | 8             | 0             | 5             | 1             |  |         |         |
| 2017  | Falcons | 16 | 113   | 81        | 32        | 0         | 1         | 19    | 6             | 0             | 3             | 2             |  |         |         |
| 2018  | Falcons | 1  | 2     | 1         | 1         | 0         | 0         | 0     | 0             | 0             | 0             | 0             |  |         |         |